# Jinggu

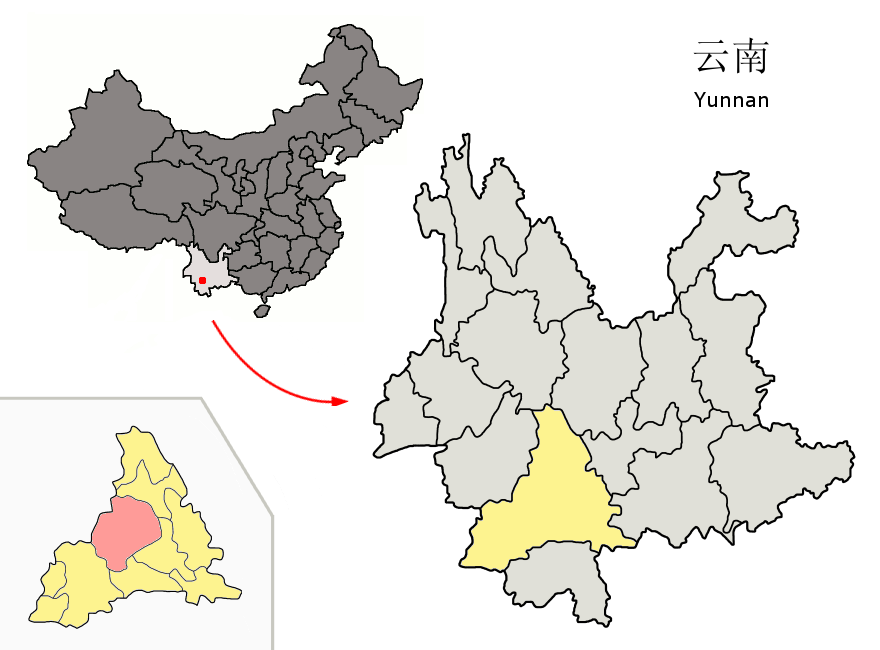
Lage von Jinggu (rosa) in der bezirksfreien Stadt Pu'er, Provinz Yunnan

Der Autonome Kreis Jinggu der Dai und Yi (景谷傣族彝族自治县,  Jǐnggǔ Dǎizú Yízú Zìzhìxiàn), kurz: Kreis Jinggu (景谷县) ist ein autonomer Kreis der Dai und Yi in der bezirksfreien Stadt Pu’er im Südwesten der chinesischen Provinz Yunnan. Er hat eine Fläche von 7.525 Quadratkilometern und zählt ungefähr 277.417 Einwohner (Stand: Zensus 2020). Sein Hauptort ist die Großgemeinde Weiyuan (威远镇).

## Administrative Gliederung
Auf Gemeindeebene setzt sich der autonome Kreis aus vier Großgemeinden und sechs Gemeinden zusammen. Diese sind:
- Großgemeinde Weiyuan (威远镇)
- Großgemeinde Yongping (永平镇)
- Großgemeinde Zhengxing (正兴镇)
- Großgemeinde Minle (民乐镇)

- Gemeinde Fengshan (凤山乡)
- Gemeinde Jinggu (景谷乡)
- Gemeinde Banpo (半坡乡)
- Gemeinde Mengban (勐班乡)
- Gemeinde Bi’an (碧安乡)
- Gemeinde Yizhi (益智乡)